# Budziszewko

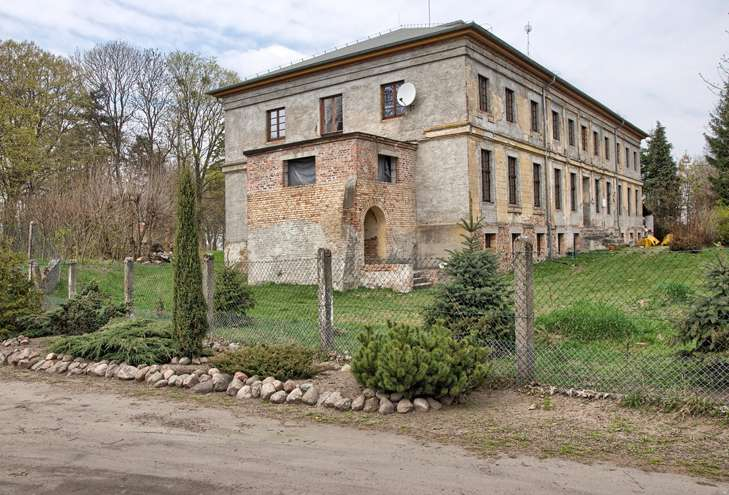
Budziszewko pałac Łubieńskich

Budziszewko (niem. Buschdorf) – wieś w Polsce położona w województwie wielkopolskim, w powiecie obornickim, w gminie Rogoźno.
W latach 1975–1998 miejscowość administracyjnie należała do województwa pilskiego.
Wieś położona jest na południowy wschód od Rogoźna, przy dawnej drodze do Gniezna. Ma zwartą zabudowę, plac wiejski o owalnym zarysie, dawne osady olęderskie rozproszone w promieniu 2 km od centrum. Na zachód od wsi znajduje się Jezioro Budziszewskie, nad którym zbudowano ośrodki wypoczynkowe.

## Historia
Dawna nazwa Budziszewo. Nazwa wsi pochodzi od imienia – Budzisz. Na obszarze wsi zarejestrowano jedenaście stanowisk archeologicznych z różnych epok i okresów. W 1903 r. na cmentarzysku kultury pomorskiej znaleziono pięć grobów skrzynkowych. Na wzniesieniu w pobliżu dopływu Małej Wełny średniowieczne grodzisko pierścieniowate z X–XII w. – numer rejestru 852/A z 1970-02-17.
Wieś była wsią królewską, a następnie szlachecką. W źródłach pojawiła się w roku 1365 jako Budzisowo. Właśnie w tym roku król Kazimierz Wielki przekazał ją wraz z nieistniejącą osadą Kolędzin i Jeziorem Radusz (obecnie Budziszewskie) sędziemu poznańskiemu Przecławowi z Margonina, herbu Grzymała. Odtąd przez ponad dwa wieki wieś stała się gniazdem rodzinnym jednego z odłamów tego rodu, który przyjął nazwisko Budziszewscy. W XV w. dobra budziszewskie zostały powiększone m.in. o wsie: Gorzuchowo, miasto i wieś Głęboczek, Wiesiełowo, Łopuchowo, Gać oraz Jeziora Gackie i Skrzynka (koło Skoków).
W 1509 r. we wsi była karczma, a rok później folwark. Wobec znacznego rozwoju rodu Barbara Budziszewska w 1528 r. podzieliła dobra między swych pięciu synów, co zapoczątkowało proces stopniowego rozdrabniania majętności.
W wieku XVIII dobra budziszewskie przejęli Tomiccy, zaś od 1770 r. Łubieńscy z wielkopolskiego rodu Pomianów, którzy je posiadali przez następne sto lat.
Od 1827 roku mieszkał w Budziszewku Józef Łubieński z żoną Konstancją z Bojanowskich, wsławioną głośnym romansem z Adamem Mickiewiczem. Według niektórych krytyków literackich, a zwłaszcza miejscowej tradycji, piękna pani Konstancja miała być pierwowzorem Telimeny z Pana Tadeusza. Adam Mickiewicz gościł w Budziszewku od 24 września 1831 r. zaproszony przez Łubieńskich. Wystąpił w roli ojca chrzestnego córeczki właścicieli Budziszewka, wówczas kilkuletniej dziewczynki.
Po Łubieńskich właścicielami Budziszewka byli potomkowie uszlachconego bankiera z Berlina – von Treskow. W 1880 r. majątek obejmował: Budziszewo, Gorzuchowo, Kolędzin i Kostuszyn. Posiadał wówczas 377 mieszkańców (350 katolików, 27 ewangelików). Olędry budziszewskie zamieszkiwało 177 osób (140 ewangelików, 37 katolików). W 1923 r. właścicielem majątku był W. Degner. Rok później rozparcelowano grunty pomiędzy kolonistów niemieckich. W okresie międzywojennym część gospodarstw przeszła w posiadanie Polaków.
8 września 1939 r. bojówkarze hitlerowscy zamordowali na polu pięciu Polaków m.in. sołtysa Antoniego Klingera.
W okresie powojennym większość niemieckich mieszkańców powróciła do Rzeszy sprzedając swoje gospodarstwa. Nabywcami tych gospodarstw były rodziny polskie.
Szkoła polska w Budziszewku mieściła się w latach 1945–1968 w pałacu. Tam urządzono także mieszkania dla nauczycieli i Klub Rolnika. W 1968 r. w pobliżu pałacu wybudowano nową szkołę, której 5 czerwca 1974 r. nadano imię Adama Mickiewicza, a 30 maja 1980 r. uroczyście wręczono sztandar. Od 5 czerwca 1983 r. w szkole mieści się Izba Pamięci Adama Mickiewicza.
Pierwsza wzmianka o kościele św. Jakuba pochodzi z 1423 r., choć został wzniesiony przez Budziszewskich już w XIV w. W 1440 r. plebanem był Hanko, a rok później Piotr. Przy kościele założono szkołę parafialną, wymienianą w źródłach od 1515 r. Kościół posiadający od 1693 r. swoich plebanów, ok. 1645 r. został z niewiadomej przyczyny przekazany pod zarząd plebanów w Skokach, bez odpowiedniego dekretu władz kościelnych na ich połączenie. Stan taki utrzymał się aż do 1958 r., kiedy to ponownie utworzono parafię św. Jakuba w Budziszewku. Najstarszy kościół drewniany przetrwał aż do połowy XVIII w. Był już wtedy w bardzo złym stanie technicznym (zerwana część dachu, uszkodzona ściana) i dlatego przestano w nim odprawiać nabożeństwa. W roku 1755 ówczesny dziedzic Budziszewka – Władysław Tomicki, miecznik poznański, wystawił nowy kościół drewniany tego samego wezwania, który został także afiliowany do parafii w Skokach. Przetrwał on do naszych czasów. Staraniem Stanisława Łubieńskiego kościół w 1871 r. został odnowiony. Siedem lat później odebrał świątynię katolikom dziedzic von Treskow i przeznaczył do nabożeństw w obrządku ewangelickim. Na mocy wyroku sądowego kościół przywrócono katolikom, a w 1905 r. na nowo poświęcono.

## Zabytki
Kościół pw. św. Jakuba – został usytuowany na niewielkim wzniesieniu w zachodniej części wsi, w pobliżu skrzyżowania dróg. Pierwotnie drewniany o konstrukcji zrębowej, od 1960 r., po przebudowie, częściowo konstrukcji żelaznej. Orientowany jednonawowy z transeptem i nieco węższym prezbiterium zamkniętym trójbocznie. Od północy i południa zostały ulokowane małe zakrystie. Przy nawie od zachodu znajduje się wieża z kruchtą w przyziemiu. Wejście do kościoła usytuowane jest na osi fasady. Dachy dwuspadowe pokryte są blachą miedzianą. Ośmioboczna wieżyczka z sygnaturką jest zwieńczona baniastym hełmem.
Do cenniejszych elementów wyposażenia należą:
- ołtarz główny, barokowy po połowie XVIII w. z rzeźbami św. Wawrzyńca i św. Stanisława oraz obrazami Matki Boskiej z Dzieciątkiem i św. Jakubem w zwieńczeniu,
- ołtarz boczny – prawy, rokokowy z trzeciej ćwierci XVIII w. z Chrystusem ukrzyżowanym, obok rzeźby NMP i św. Marii Magdaleny,
- ołtarz boczny – lewy, rokokowy, podobnie datowany, z obrazem św. Katarzyny, figurami św. Katarzyny i nieznanej zakonnicy, w zwieńczeniu obraz św. Antoniego z Dzieciątkiem
- przy transepcie obraz św. Józefa,
- chrzcielnica alabastrowa, zwieńczona nakryciem w kształcie korony z krzyżem (XVIII w.)

Ponadto: dwa konfesjonały z trzeciej ćwierci XVIII w., organy z 1905 r.,